# Krzęcin (gmina)
Pour les articles homonymes, voir Krzęcin.
Krzęcin est une gmina rurale du powiat de Choszczno, Poméranie occidentale, dans le nord-ouest de la Pologne. Son siège est le village de Krzęcin, qui se situe environ 11 km au sud-est de Choszczno et 71 km au sud-est de la capitale régionale Szczecin.
La gmina couvre une superficie de 140,47 km2 pour une population de 3 788 habitants en 2016.

## Géographie
La gmina inclut les villages de Boguszyce, Bukowno, Chłopowo, Gołąbki, Granówko, Granowo, Grzywacz, Kaszewo, Kolonia Czwarta, Kolonia Piąta, Krzęcin, Ligwiąca, Mielęcin, Nowy Klukom, Objezierze, Pluskocin, Potoczna, Prokolno, Przybysław, Putno, Rakowo, Roszkowice, Sierosławiec, Słonice, Smużyk, Sobieradz, Sobolewo, Sowiniec, Wężnik, Wydrzyn, Wyszyna et Żeńsko.
La gmina borde les gminy de Bierzwnik, Choszczno, Pełczyce et Strzelce Krajeńskie.